# Янтімірово
Янтімі́рово (рос. Янтимирово, башк. Йәнтимер) — присілок у складі Балтачевського району Башкортостану, Росія. Входить до складу Кунтугушевської сільської ради.
Населення — 205 осіб (2010; 220 у 2002).
Національний склад:
- марійці — 94 %